# Josh Gibson
Pour l’article homonyme, voir Gibson.
Josh Gibson, né le 21 décembre 1911 à Buena Vista (Géorgie) et décédé le 20 janvier 1947 à Pittsburgh, est un joueur de baseball des Negro Leagues évoluant au poste de receveur. Il reste le meilleur batteur des ligues noires et est intronisé au Baseball Hall of Fame en 1972 malgré le fait qu'il n'ait jamais évolué en MLB.

## Carrière
Ce très efficace batteur joua d'abord pour les Homestead Grays de 1930 à 1931 puis rejoint les Pittsburgh Crawfords de 1932 à 1936 pour finir sa carrière de retour chez les Homestead Grays (1937-1946). Avec ses deux équipes, il remporte treize titres consécutifs de champion de la ligue Negro National League entre 1933 et 1946. Sa plaque du Temple de la renommée du baseball (Baseball Hall of Fame) mentionne qu'il a frappé « au moins 800 coups de circuit » au cours de ses 17 années de carrière, relégant les meilleurs batteurs des ligues majeures très loin derrière lui. Ces « plus de 800 home runs » prêtent à controverse : lors de la seule saison 1932, certains créditent Gibson de 75 coups de circuit pour 123 matches joués et une moyenne au bâton de 0,380, alors que d'autres, pour la même saison, ne lui concèdent que 7 coups de circuit en 46 matches; Hogan lui accorde 115 coups de circuit en carrière.
Il est le seul joueur, blanc ou noir, à avoir envoyé la balle hors de l'enceinte du Yankee Stadium. Ce fait exceptionnel n'est que très rarement mentionné. Certains prétendent que Joe DiMaggio a réussi cet exploit, alors que c'est faux.
Il lutte avec Satchel Paige et le jeune Jackie Robinson, deux joueurs extrêmement talentueux, pour avoir l'honneur d'être le premier joueur noir à fouler les pelouses de ligue majeure depuis soixante ans. Son mauvais caractère et une tumeur au cerveau l'en empêcheront. Décédé trois mois avant les débuts de Jackie Robinson chez les Brooklyn Dodgers, il n'évoluera jamais dans les ligues majeures. Le film La Couleur du baseball s'inspire de cette histoire.
Admis au Hall of Fame en 1972, il est classé 18e meilleur joueur de l'histoire du baseball par The Sporting News en 2000.